# Rheumaptera fuscaria
Rheumaptera fuscaria là một loài bướm đêm trong họ Geometridae.